# Grunchia grossus
Grunchia grossus är en insektsart som beskrevs av Rauno E. Linnavuori 1957. Grunchia grossus ingår i släktet Grunchia och familjen dvärgstritar. Inga underarter finns listade i Catalogue of Life.